# 소천면

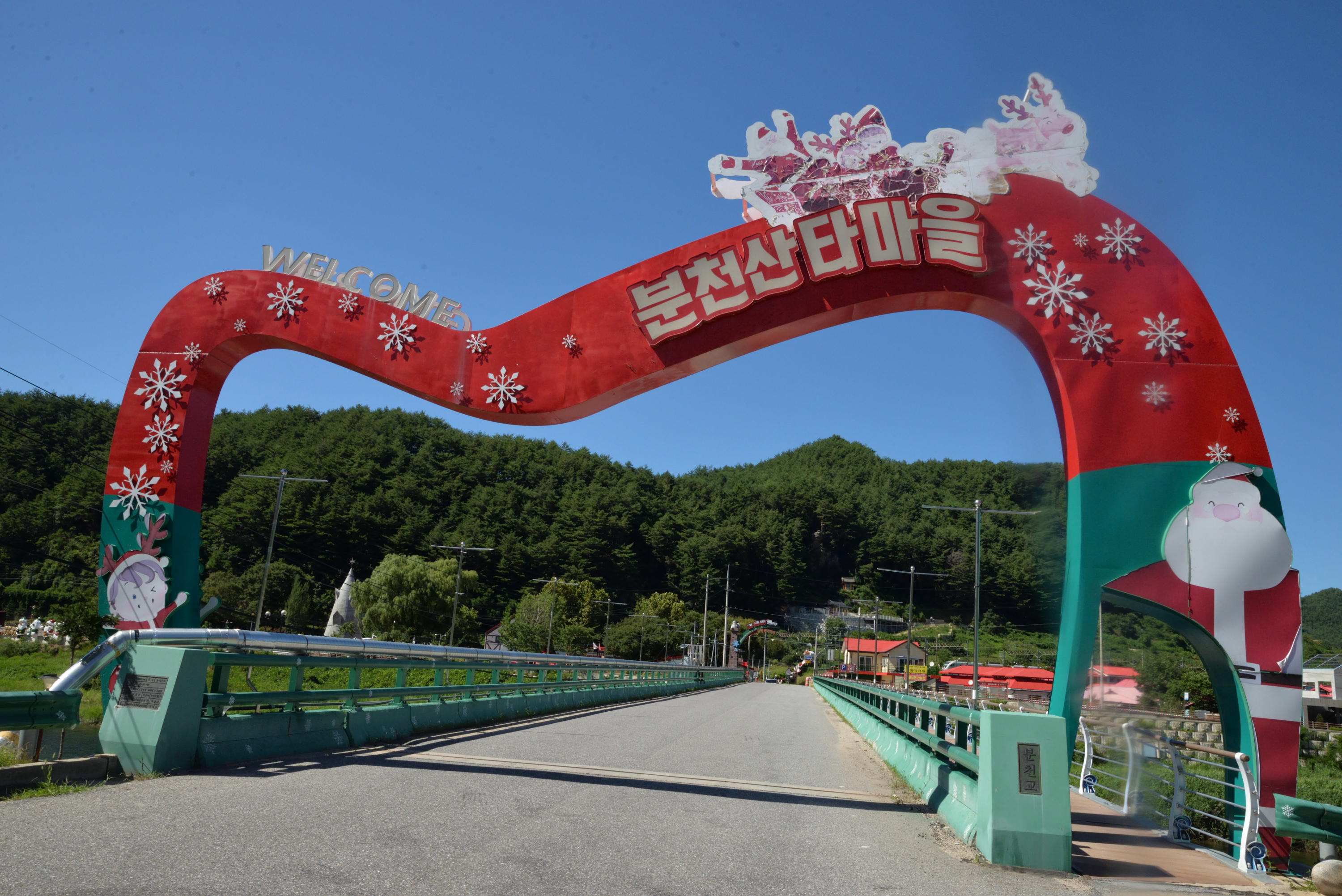
봉화군 소천면 분천리의 분천산타마을 입구

소천면(小川面)은 대한민국 경상북도 봉화군의 면이다. 넓이는 264.17km2이고, 인구는 2022년 3월 2158명이다.

## 역사
- 조선시대 봉화군에 편입
- 1914년 4월 1일 소천면을 10리로 개편하였다.[1]
- 1963년 3월 석포리, 대현리, 승부리를 관할로 하는 석포출장소를 설치하였다.
- 1983년 2월 15일 석포출장소를 석포면으로 승격하였다.[2] (7법정리)(1973년 7월 1일 이전까지는 우리나라 면단위 중 최대 면적 면단위 416.6km2였다 // 1973년 7월 1일 강원도 홍천군 내면으로 양양군 서면 명개리 69km2가 편입되기 전까지 홍천군 내면 면적은 379km2)
- 행정 구역 7법정리 17행정리로 구성되어 있다.

### 법정리
- 현동리
- 고선리
- 남회룡리
- 임기리
- 두음리
- 서천리
- 분천리

### 행정리
현동1리, 현동2리, 현동3리, 현동4리, 고선1리, 고선2리, 임기1리, 임기2리, 임기3리, 두음리, 서천리, 남회룡리, 분천1리, 분천2리, 분천3리, 분천4리, 분천5리

## 교통
국도 제35호선(안동 방면)과 국도 제36호선(울진읍, 영주, 봉화읍 방면), 국도 제31호선(태백, 정선군 사북읍, 영양읍 방면)의 교차점인 현동교차로가 있다.
- 영동선 임기역, 현동역, 분천역, 비동역, 양원역